# 学校法人大藤学園
学校法人大藤学園（がっこうほうじんおおふじがくえん）とは、北海道札幌市を拠点に私立幼稚園、保育園などを運営している学校法人。

## 概要
現在、市内に幼稚園を7園、保育園を1園運営しており、小学校6年生以下を対象にした施設や英会話教室などの施設も運営している。

## 沿革
- 1958年 - 本郷幼稚園が開園（札幌市白石地区で最初の幼稚園）。
- 1966年 - 白樺幼稚園が開園（現:札幌白樺幼稚園）。
- 1967年 - 学校法人化。初代理事長に大谷外吉就任。
- 1969年 - 本郷幼稚園改築完成。園舎落成ならびに10周年記念式典を行う。
- 1973年 - もみじ台幼稚園が開園。
- 1978年 - 北野しらかば幼稚園が開園。
- 1981年 - 北都幼稚園が開園。
- 1988年 - 新さっぽろ幼稚園が開園。
- 1955年 - あいの里大藤幼稚園が開園。
- 2003年 - 社会福祉法人「大藤福祉会屯田大藤保育園」が開園
- 2006年 -大藤学童くらぶ開設。。
- 2007年 - 藤子ども園・大藤学童クラブ新園舎完成。
- 2008年 - 本郷幼稚園開園50周年記念イベントを行なう。大藤学園創立50周年記念式典を挙行。記念誌発行。大藤児童デイサービスの開設。シンガポールの幼稚園と姉妹園提携

## 系列校
- 本郷幼稚園
- 札幌白樺幼稚園
- もみじ台幼稚園
- 北野しらかば幼稚園
- 北都幼稚園
- 新さっぽろ幼稚園
- あいの里大藤幼稚園
- 大藤子ども園
- 大藤学童くらぶ
- 屯田大藤保育園
- 大藤児童デイサービスふわり
- 大藤児童デイサービスふわり第二
- Give us
- 大藤英語学院
- 大藤児童デイサービスふわり屯田